# Ring-Detexol
Ring-Detexol war ein, seit den 1940er Jahren in der DDR hergestelltes und vertriebenes Pflanzenschutzmittel, welches wegen seiner Toxizität in den 1970er Jahren zunächst in der Nutzung reglementiert und dann verboten wurde.
Hergestellt wurde das als Kontakt- und Atemgift wirkende Ring-Detexol vom VEB Elektrochemisches Kombinat Bitterfeld sowie bei VEB Fettchemie Chemnitz und Berlin-Chemie.

## Wirkstoffe
Ring-Detexol diente als in der Forstwirtschaft eingesetztes Insektizid gegen sogenannte auf- und abbaumende Raupen. Das Pflanzenschutzmittel auf Ölbasis enthielt sowohl Lindan als auch DDT, beides Wirkstoffe, die die zu den persistenten organische Schadstoffen gezählt werden. Gemäß des in der BRD 1972 verabschiedeten DDT-Gesetzes wurde DDT als Wirkstoff in Pflanzenschutzmitteln 1972 verbieten.

## Anwendung
Ring-Detexol besaß ein hohes Haftvermögen und wurde bei Regen nicht abgewaschen. Der Hersteller gab eine lange Wirkungsdauer an. Im privaten Bereich wurde das Mittel unverdünnt mittels eines Ringspritzgerätes als Ring auf Baumstämme aufgebracht. Durch den Ring wurden Raupen am Auf- und Absteigen am Baum gehindert. Ziel war die Bekämpfung der Raupen von Nonne, Kiefernspinner, Kiefern-Prozessionsspinner und Eichen-Prozessionsspinner. Ring-Detexol durfte auch auf regennasse Baumstämme aufgebracht werden. Da der Ring auch bei Feuchtigkeit gut sichtbar war, erfolgte kein spezielles Einfärben der Flüssigkeit. Für die Bekämpfung der Nonne war etwa Anfang April ein 30 cm starker geschlossener Ring in 3,50 bis 4,00 Metern Höhe aufzutragen. Der Kiefernspinner sollte durch einen etwa in Brusthöhe aufgebrachten Ring bekämpft werden, der verhindern sollte, dass die Raupen vor Wintereinbruch vom Baum in den Boden kriechen oder im Februar wieder die Baumkrone erreichen.

## Toxizität und Verbot
In der ehemaligen DDR hatten Wirkstoffe wir DDT eine höhere Bedeutung im chemischen Pflanzenschutz als in den westeuropäischen Staaten, da
der Wirkstoff aus Eigenproduktion oder durch Import aus anderen Ostblockstaaten leicht erhältlich war, während Alternativen wie Diflubenzuron in geringerem Maße verfügbar waren.
In der Landwirtschaft war Ring-Detexol bereits in den 1960er Jahren Mittels zunächst auf Obstbau-Plantagen kein anerkanntes Pflanzenschutzmittel mehr, was einem Verbot bereits sehr nah kam. Für die Landwirtschaft erließ die DDR zwischen 1971 und 1976 weitere Anwendungsverbote, beispielsweise auf Äckern wo Kartoffel oder Raps angebaut wurden. Aufgrund von einem Massenauftreten der Nonne (Schmetterling) erfolgte in den Jahren 1983 und 1984, entgegen dem geplanten Ausstieg ein dramatischer Anwendungsschub. Rückstände der Giftstoffe erreichten daher in diversen Lebensmitteln wie Butter, Schweinefleisch, Schwarzwild und Hering in den 1980er Jahren ihre Höchstwerte, waren jedoch auch 1990 noch nachweisbar.
Der Einsatz in Kleingärten konnte dagegen nicht kontrolliert werden. Privatleute konnten das Mittel in 20 Liter Korbflaschen direkt bei den Herstellern erwerben. Die Hersteller vertrieben das für Insekten hochgiftige Mittel als unschädlich für Menschen und Haustiere – bei sachgemäßer Anwendung. Bei längeren Arbeiten mit dem Mittel sollten jedoch auch nach Ansicht des Herstellers Gesicht und Hände geschützt werden. Ring-Detexol durfte nicht über längere Zeit stärkerem Frost ausgesetzt werden. Eine Anwendung in der Winterzeit war jedoch möglich.